# Bomber's Moon
Pour plus de détails, voir Fiche technique et Distribution.
Bomber's Moon est un film américain réalisé par Edward Ludwig  et Harold D. Schuster, produit par la Twentieth Century Fox, sorti en 1943.

## Synopsis
Le bombardier du capitaine Jeffrey Dakin est abattu au-dessus du Troisième Reich. Prisonnier, il s'évade lors d'un raid aérien, en compagnie de deux détenus ; l'un d'entre eux est un agent de la Gestapo.

## Fiche technique
- Titre : Bomber's Moon
- Scénario : Kenneth Gamet, Leonard Lee et Aubrey Wisberg
- Photographie : Lucien Ballard
- Direction artistique : James Basevi et Lewis H. Creber
- Musique : David Buttolph
- Décors : Thomas Little
- Producteurs : William Goetz et Sol M. Wurtzel
- Société de distribution : Twentieth Century Fox
- Langue : anglais
- Format : noir et blanc
- Genre : Film de guerre, aventures[1]
- Durée : 70 minutes
- Dates de sortie : 1943

## Distribution
- George Montgomery : Capitaine Jeffrey Jeff Dakin
- Annabella : Lieutenant Alexandra Zorich, MD
- Kent Taylor : Capitaine Paul von Block
- Robert Barrat : Ernst
- Dennis Hoey : Colonel von Grunow
- Martin Kosleck : Major von Streicher
- Wolfgang Zilzer : le docteur nazi avec Jeff
- George Davis (non crédité) : un français